# De viris illustribus (Svetonio)
Il De viris illustribus (Gli uomini illustri) è la seconda opera più famosa dello storico Svetonio (oltre alle Vite dei Cesari), redatta intorno all'anno 100 d.C.

## Struttura e conservazione
Come aveva già fatto Cornelio Nepote, il De viris illustribus di Svetonio analizza e descrive con molti particolari le vite di personaggi illustri (anche se l'autore si limita all'ambito letterario), dividendoli in cinque libri: De poetis (I poeti); De Grammaticis et rhetoribus (I grammatici e i retori); De oratoribus (Gli oratori); De historicis (Gli storici); De philosophis (I filosofi).
L'opera ci è giunta in maniera frammentaria, essendone sopravvissute solo alcune parti. Di tradizione diretta abbiamo solo il De grammaticis e rhetoribus, diviso in due sezioniː il De grammaticis comprende le vite di 20 grammatici descritte brevementeː si tratta dell'unica sezione del libro apparentemente completa, in cui Svetonio, dopo una articolata introduzione sull'avvento dell'arte oratoria nella Roma imperiale, offre dei brevi ritratti di coloro che hanno contribuito allo sviluppo dello studio della grammatica. Di ogni autore non sono forniti specifici dati biografici, ma in genere l'attenzione è posta sulle novità che ciascun grammatico ha apportato; del De rhetoribus  sappiamo che la sezione era composta, nel piano originale dell'opera, da 16 biografie, di cui ne sono sopravvissute solo 5.
Del De Poetis sono sopravvissute unicamente la vita di Virgilio, ed in maniera frammentaria quelle di Terenzio, Orazio e Lucano. Dai cenni riportati da san Girolamo nel Chronicon risultano le seguenti biografie:
- Livio Andronico;
- Gneo Nevio;
- Tito Maccio Plauto;
- Cecilio Stazio;
- Marco Pacuvio;
- Lucio Accio;
- Sesto Turpilio;
- Gaio Lucilio;
- Tito Quinzio Atta;
- Lucio Afranio;
- Lucio Pomponio;
- Tito Lucrezio Caro;
- Marco Furio Bibaculo;
- Gaio Valerio Catullo;
- Publio Terenzio Varrone;
- Decimo Laberio;
- Publio Lochio;
- Cornificio;
- Bavio;
- Gaio Cornelio Gallo;
- Emilio Macro;
- Quintilio Varo;
- Sesto Properzio;
- Lucio Vario Rufo;
- Publio Ovidio Nasone.

Dal De Historicis sopravvive unicamente una breve biografia di Plinio il Vecchio (lavoro attribuito con tutta probabilitá a Svetonio), mentre sappiamo delle biografie di Sallustio, Cornelio Nepote, Tito Livio, Fenestella, Asconio Pediano.
Dal De oratoribus la biografia di Passieno Crispo, mentre si hanno notizie e scarni frammenti delle vite di Cicerone, Marco Calidio, Scribonio Curione, Furnio, Asinio Pollione, Messalla Corvino, Munazio Planco, Sempronio Atratino, Quinto Aterio, Asinio Gallo, Cassio Severo, Votieno Montano, Domizio Afro.
Del De philosophis, sempre da san Girolamo, risultano le seguenti biografieː Anassila di Larissa; Musonio Rufo; Marco Terenzio Varrone; Nigidio Figulo; Lucio Anneo Seneca.
L'opera, da quanto abbiamo, risulta strutturata in rubriche molto più rigide del De vita Caesarum e presentava, secondo i dati disponibili all'autore, un'articolazione legata alla vita del personaggio, alle sue opere, alla morte, con citazioni di documenti di prima mano e questioni cronologiche. Proprio la messe di dati e la struttura per rubriche da un lato decretarono la scomparsa del De virus illustribus, dall'altro il riuso dei dati negli autori posteriori, in misura più o meno rielaborata.